# Barrio Chateau Carreras (Córdoba)
El Barrio Chateau Carreras o más popularmente conocido como El Chateau es un barrio de tipo suburbio planificado ubicado al noroeste de la Ciudad de Córdoba, sito al este de la avenida de circunvalación. Es un barrio conocido por ser el lugar donde se encuentra el Estadio Mario Alberto Kempes, aunque este se encuentra alejado del núcleo urbano del barrio. Cuenta con aproximadamente 450 casas, teniendo muchas de ellas el diseño original del barrio mientras que otras han ido modificando su fachada: En el aspecto edilicio predominan las viviendas de una planta, seguidas por las de dos plantas. Históricamente fue un barrio de clase media de las afueras de la ciudad.

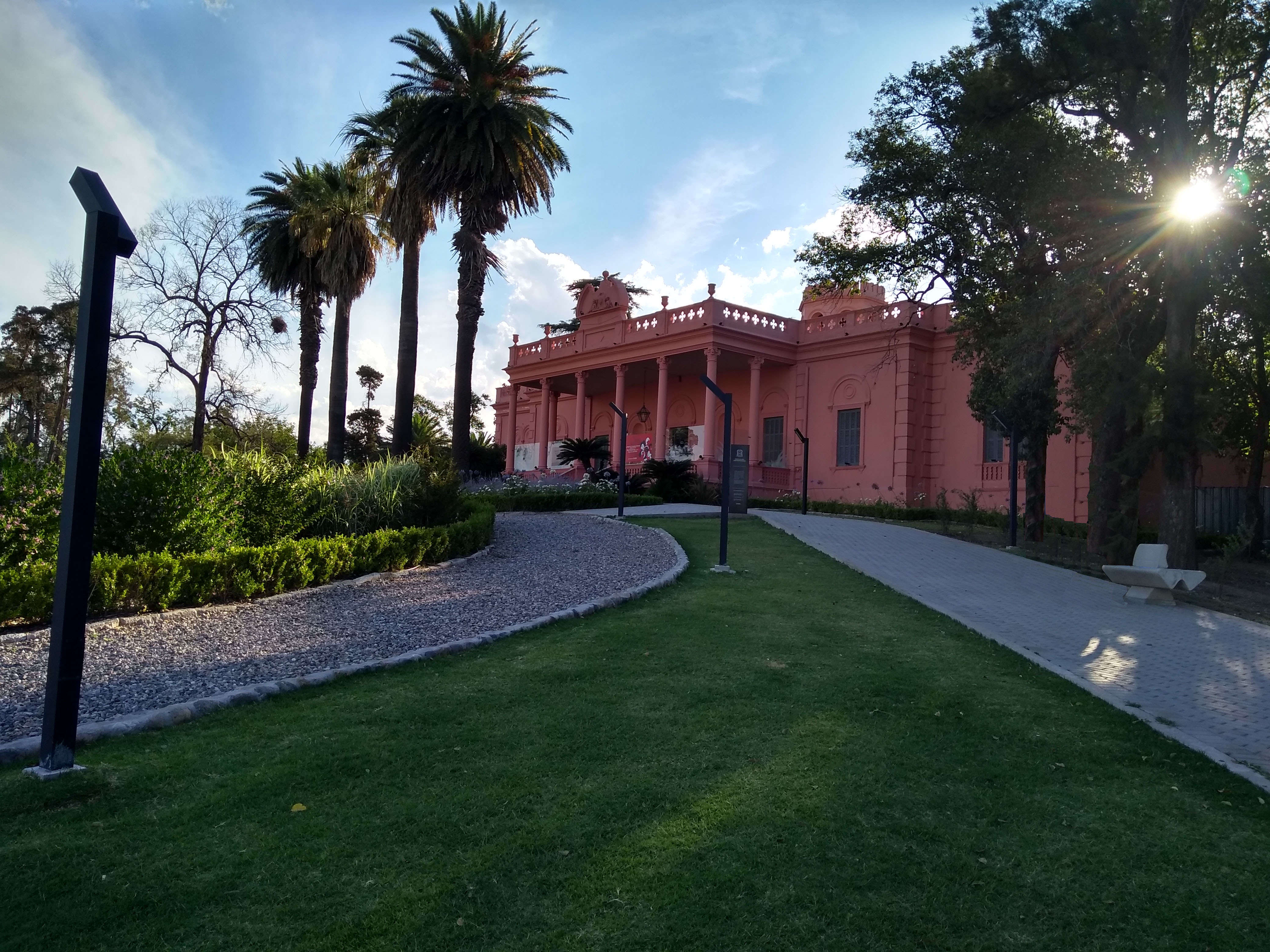
Palacio Chateau Carreras, hoy en día Patrimonio Urbano de la ciudad

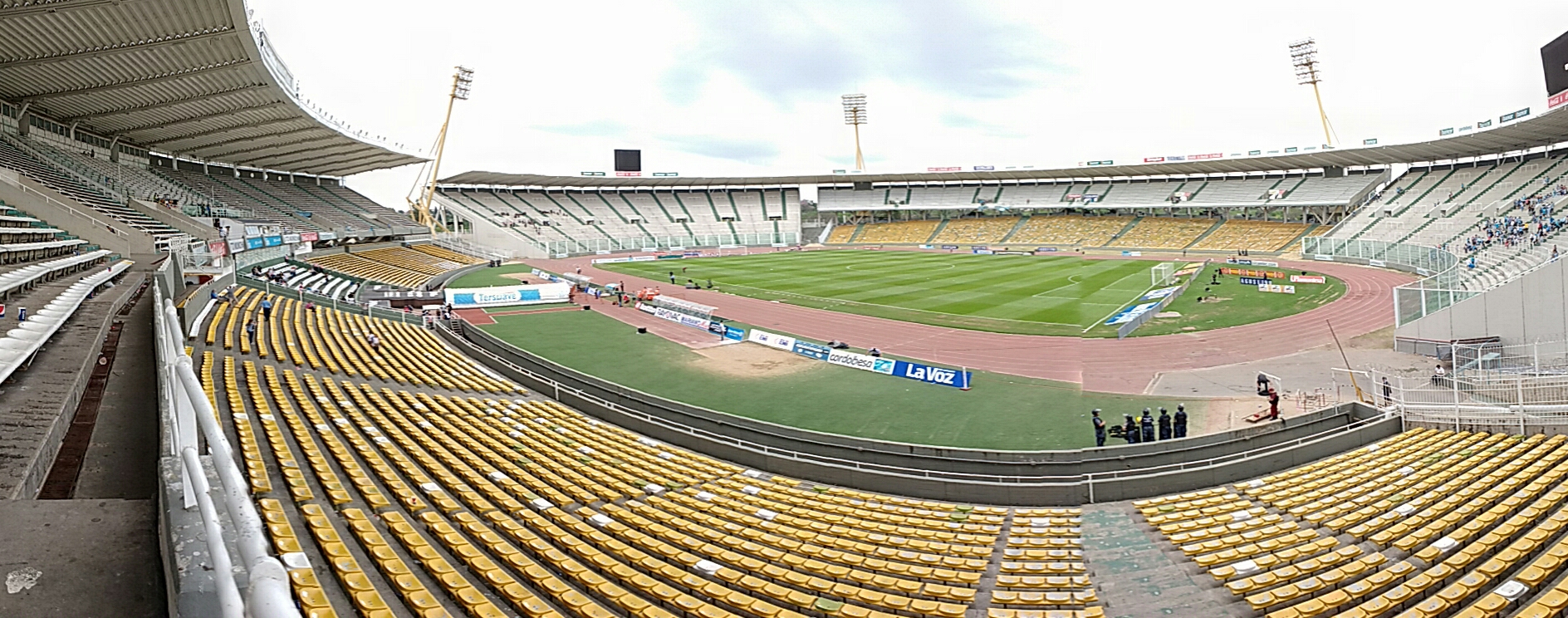
Estadio Kempes, anteriormente conocido como Chateau Carreras

En los últimos años observó un importante crecimiento económico de sus habitantes, entrando muchos de ellos en la clase media-alta. Su poblamiento inicia a mediados de la década del setenta y debe su nombre al Chateau de la familia Carreras, el cual hoy funciona como un Centro de Arte Contemporáneo. Cuenta con numerosos espacios verdes con vegetación, boulevares y un centro comercial que cuenta con carnicería, verdulería, panadería, heladería, ferretería, cotillón y boutique.
El centro vecinal cuenta con un salón de usos múltiples el cual puede ser alquilado para la organización de eventos privados, asimismo cuenta con un centro de jubilados y pensionados. También dictan clases de Yoga, Zumba, y otras actividades.
A fines electorales integra el circuito seccional undécima, correspondiéndole al barrio el subcircuito 11H. Asimismo cuenta con un destacamento policial de la Policía de la Provincia de Córdoba, la comisaría número 38. El centro vecinal depende del CPC Colón.

## Instituciones

### Instituciones Académicas
- Jardín Maternal Monigotes
- Escuela Primaria República de Venezuela
- Instituto Privado San Agustín[4]

### Instituciones Religiosas
- Parroquia Nuestra Señora de la Consolación

## Calles y Límites
El barrio es un rectángulo, siendo sus límites la calles Hornero y Calandria, mientras que las medianeras del fondo de las casas sitas en las calles Tucán y Chagui corresponden a los otros límites. La mayoría de las calles del barrio tiene nombre de pájaro. Las calles del barrio, ordenadas alfabéticamente son: Boyero, Chagui, Hornero, Igualdad, La Rioja, Mirlo, Tucán y Zorzal. El Boulevard Mirlo es la calle más extensa del barrio, mientras que la calle Zorzal es donde están ubicados los centros comerciales.